# Mukinbudin
Mukinbudin – miasto w Australii, w stanie Australia Zachodnia.